# Nicky Daniel Bacon
Pour les articles homonymes, voir Bacon.
Nicky Daniel Bacon, né le 25 novembre 1945 à Caraway et mort le 17 juillet 2010 à Rose Bud, est un soldat de l’United States Army décoré de la Medal of Honor pour ses actions pendant la guerre du Viêt Nam.

## Biographie
Nicky Daniel Bacon naît le 25 novembre 1945 à Caraway dans l’État de l’Arkansas aux États-Unis d’Amérique, dans une famille pauvre de cultivateurs de coton. En 1951, sa famille déménage dans l’Arizona, où il va à l’école jusqu’au neuvième grade. Il s’engage en 1963 dans l’United States National Guard de l’Arizona, en imitant la signature de sa mère car il n’a pas l’âge requis. Lorsque son entraînement initial à Fort Ord est terminé, il s’engage dans l’United States Army en 1964 et est d’abord assigné à la 8th Infantry Division stationnée en Allemagne[réf. incomplète].
Nicky Bacon est transféré au Viêt Nam à la fin de l’année 1965. Il échappe de peu à la mort pendant sa première mission, lorsque l’hélicoptère dans lequel il se trouve percute un autre appareil, tuant tous les occupants sauf deux. À la fin de son premier séjour au Viêt Nam en 1967, il est envoyé à Hawaï pour former les soldats destinés à être envoyé au front, mais se porte volontaire pour retourner au combat dès 1968.
Affecté au premier peloton de la compagnie B du 4e bataillon du 21e régiment d’infanterie, de la 11th Infantry Brigade de l’Americal Division, son unité est chargée pendant l’été 1968 d’empêcher le ravitaillement des troupes nord vietnamiennes le long de la piste Hô Chi Minh. Le 26 août, alors que l’unité s’apprête à rentrer à son camp de base, elle doit porter secours à une unité de la 1st Cavalry Division en difficulté. Au cours du combat qui s’ensuit Bacon détruit plusieurs positions fortifiées, porte secours à son chef de peloton après que celui-ci ait été blessé et dirige avec efficacité le tir des blindés et de l’aviation, ce qui permet aux Américains de s’emparer finalement de la colline qui était visée.
Ses actions lui valent d’abord la Distinguished Service Cross, mais, à la demande des pilotes ayant fourni l’appui aérien, le dossier est réexaminé et il est décidé de lui remettre également la Medal of Honor, qu’il reçoit des mains de Richard Nixon le 24 novembre 1969. Il demande alors à retourner au Viêt Nam, mais cette demande est refusée et il passe la suite de sa carrière à Fort Hood, en Allemagne et à Fort McClellan. Il se retire de l’armée en juin 1984 et est par la suite président de la Congressional Medal of Honor Society ainsi que directeur du Veteran’s Affair de l’Arkansas de 1993 à 2005. Il meurt le 17 juillet 2010 d’un cancer de la gorge et est enterré le 24 juillet à l’Arkansas State Veterans Cemetery à North Little Rock.

## Décorations
- Combat Infantryman Badge[3] ;
- Medal of Honor[3] ;
- Distinguished Service Cross[3] ;
- Legion of Merit[3] ;
- Bronze Star avec Valor Device et une feuille de chêne en bronze ;
- Purple Heart avec une feuille de chêne en bronze ;
- Air Medal ;
- Army Good Conduct Medal avec deux nœuds d’argent (= 7 remises) ;
- National Defense Service Medal ;
- Vietnam Service Medal avec trois étoiles ;
- Non-Commissioned Officer Development Ribbon (en) avec agrafe 3 ;
- Army Service Ribbon ;
- Overseas Service Ribbon avec agrafe 2 ;
- Vietnam Campaign Medal avec agrafe 60- ;
- U.S. Army Expert Marksmanship Badge (en) avec agrafe fusil ;
- 4x Overseas service bar (en) ;
- 8x Service stripe.